# Peltoperla tarteri
Peltoperla tarteri is een steenvlieg uit de familie Peltoperlidae. De wetenschappelijke naam van de soort is voor het eerst geldig gepubliceerd in 1987 door Stark & Kondratieff.